# Улянівка (Новокальчевська сільська громада)
Уля́нівка — село Новокальчевської сільської громади в Березівському районі Одеської області, Україна. Населення становить 137 осіб.

## Населення
Згідно з переписом 1989 року населення селища становило 193 особи, з яких 102 чоловіки та 91 жінка.
За переписом населення 2001 року в селищі мешкало 137 осіб.

### Мова
Розподіл населення за рідною мовою за даними перепису 2001 року:
| Мова       | Відсоток |
| ---------- | -------- |
| українська | 96,35 %  |
| російська  | 2,19 %   |
| болгарська | 0,73 %   |
| гагаузька  | 0,73 %   |